# Antonio Caride
Antonio Salvador Cammarata (Buenos Aires, Argentina; 15 de mayo de 1948 - Ibidem; 23 de octubre de 2019), más conocido como Antonio Caride, fue un actor de cine, teatro y televisión argentino.

## Carrera
Galán muy requerido para telenovelas en los años 1980 y 1990. Caride, a quienes sus amigos allegados lo llamaban por su verdadero apellido Cammarata brilló con primeras figuras del espectáculo como Andrea del Boca y Grecia Colmenares.
En televisión, llevó adelante una extensa trayectoria, destacándose en los programas Floricienta, Quiero gritar tu nombre, Amo y señor, Grecia, Las 24 horas de las Malvinas, El camionero y la dama, Mi nombre es Lara, Libertad condicionada, Amigos son los amigos, Como pan caliente, Las mellizas Rivarola, Montaña rusa, otra vuelta, 90-60-90 Modelos, Ricos y famosos, Son amores, Rebelde Way, Locas de amor entre otros.
En cine trabajó bajo la dirección de grandes directores como Enrique Carreras, Juan José Campanella y Aníbal Di Salvo. Se destacó en películas como El hijo de la novia donde encarnó al padre de Naty, novia de Rafael Belvedere, el personaje de Ricardo Darín; actuó en Enfermero de día, camarero de noche con Tristán y Susana Traverso y participó en Prontuario de un argentino con Miguel Ángel Solá y Virginia Lago entre otras.
Se afilió a la Asociación Argentina de Actores y Actrices en el año 1977.

## Fallecimiento
El actor Antonio Caride falleció el 23 de octubre de 2019.En sus últimos años el actor vivía solo. Aunque no estaba enfermo, estaba atravesando momentos difíciles debido a los fallecimientos recientes de su hermano menor y su padre. El martes por la noche vio el partido entre River y Boca en su casa y el miércoles por la mañana fue hallado sin vida. Sus restos fueron incinerados y depositados en el Cementerio Parque Recoleta de Pilar.
Estuvo casado con la actriz Patricia Palmer, tuvo una hija con su pareja posterior.

## Televisión
- 2012: Dulce amor.
- 2011: Un año para recordar.
- 2010: Valientes como Augusto Iglesias.
- 2009: Botineras como Rafael Macabeo.
- 2005: 1/2 falta como Pascual (Padre de Miguel)
- 2004: Locas de amor como Mauro.
- 2004: Floricienta como Raúl Medina.
- 2003: Son amores.
- 2002: Rebelde Way como Padre de Tomás.
- 2000: Primicias como Enrique.
- 2000: Los buscas de siempre.
- 1998: Gasoleros.
- 1997 - 1998: Ricos y famosos.
- 1996: Como pan caliente.
- 1996: Montaña rusa, otra vuelta como Roberto.
- 1995: Poliladron como Antonio "Tony" Pantuso.
- 1994: ¡Grande, pa! como Antonio Frates.
- 1993: Amigos son los amigos como Padre de Matías.
- 1992: Princesa como Doctor Fuentes.
- 1991 - 1992: El árbol azul como Roberto Cardone.
- 1991: Las mellizas Rivarola.
- 1988 - 1989: El mago.
- 1987 - 1990: Clave de sol.
- 1987: Estrellita mía como Enrique.
- 1987: Me niego a perderte.
- 1987: Grecia.
- 1985 - 1986: Libertad condicionada como Gonzalo.
- 1985: Increíblemente sola.
- 1985: El camionero y la dama como Bruno.
- 1984: Amo y señor.
- 1982: Un callejón en las nubes.
- 1982: Rebelde y solitario como Conrado Palavecino.
- 1981: Quiero gritar tu nombre.
- 1980 - 1981: Galería.
- 1980: Fabián 2 Mariana 0.
- 1979: Chau, amor mío como Daniel.
- 1979: Propiedad horizontal.

## Filmografía
- 2007: Capital (todo el mundo va a Buenos Aires).
- 2004: Mi Argentina privada.
- 2001: El hijo de la novia como Padre de Naty.
- 2000: Solo y conmigo.
- 1991: Delito de corrupción como Entrenador 1.
- 1990: Enfermero de día, camarero de noche como Marido de Lucy.
- 1987: Prontuario de un argentino como Gándara.

## Teatro
- España canta y ríe bajo la dirección de Ernesto Raso Caprari.
- Tres hermanos bajo la dirección de Roberto Ibáñez.
- El graduado.
- Los galancitos, locos, lindos y solteros.
- El debut de la piba.